# インスピレーション (イングヴェイ・マルムスティーンのアルバム)
『インスピレーション』（Inspiration）は、1996年に発表されたイングヴェイ・マルムスティーンの9作目のスタジオ・アルバム。

## 概要
イングヴェイが影響を受けた様々なアーティストの楽曲で構成されており、かつてのバンドメンバーが多く参加して制作された。ただしイングヴェイは、本作品をカヴァー・アルバムと位置付けてはいない。
日本版ジャケットの帯文は「王者の音楽性を育んだ名曲の数々。そして、過去を乗り越えて集った旧友たち・・・最高の敬意と感謝を、偉大なる先達に捧ぐ。」である。レコード会社であるポニーキャニオンは「Carry On Wayward Son」をPVとして選んだが、映像ではジェフ・スコット・ソートの声でマーク・ボールズが歌の当て振りという組み合わせになっている。

## 収録曲
| #         | タイトル                                                 | 作詞・作曲                                                                                     | オリジナル・アーティスト/アルバム                                          | 時間  |
| --------- | -------------------------------------------------------- | ---------------------------------------------------------------------------------------------- | -------------------------------------------------------------------------- | ----- |
| 1.        | 「伝承」(Carry On Wayward Son)                           | ケリー・リヴグレン                                                                             | カンサス/永遠の序曲                                                        | 5:09  |
| 2.        | 「ピクチャーズ・オブ・ホーム」(Pictures Of Home)         | リッチー・ブラックモア、イアン・ギラン、ロジャー・グローヴァー、ジョン・ロード、イアン・ペイス | ディープ・パープル/マシン・ヘッド                                          | 4:56  |
| 3.        | 「バビロンの城門」(Gates Of Babylon)                     | ロニー・ジェイムス・ディオ、リッチー・ブラックモア                                             | レインボー/バビロンの城門                                                  | 7:12  |
| 4.        | 「マニック・ディプレッション」(Manic Depression)         | ジミ・ヘンドリックス                                                                           | ザ・ジミ・ヘンドリックス・エクスペリエンス/アー・ユー・エクスペリエンスト? | 3:39  |
| 5.        | 「イン・ザ・デッド・オブ・ナイト」(In The Dead Of Night) | ジョン・ウェットン、エディ・ジョブソン                                                         | U.K./U.K. (憂国の四士)                                                     | 6:11  |
| 6.        | 「ミストゥリーテッド」(Mistreated)                       | リッチー・ブラックモア、デイヴィッド・カヴァーデイル                                           | レインボー/紫の炎                                                          | 7:29  |
| 7.        | 「カロンの渡し守」(The Sails Of Charon)                  | ウリ・ジョン・ロート                                                                           | スコーピオンズ/暴虐の蠍団 テイクン・バイ・フォース                         | 5:05  |
| 8.        | 「ディーモンズ・アイ」(Demon's Eye)                      | リッチー・ブラックモア、イアン・ギラン、ロジャー・グローヴァー、ジョン・ロード、イアン・ペイス | ディープ・パープル/ファイアボール                                          | 4:53  |
| 9.        | 「心の賛美歌」(Anthem)                                   | ゲディー・リー、アレックス・ライフソン、ニール・パート                                         | ラッシュ/夜間飛行                                                          | 4:18  |
| 10.       | 「チャイルド・イン・タイム」(Child In Time)              | リッチー・ブラックモア、イアン・ギラン、ロジャー・グローヴァー、ジョン・ロード、イアン・ペイス | ディープ・パープル/ディープ・パープル・イン・ロック                        | 8:07  |
| 合計時間: | 合計時間:                                                | 合計時間:                                                                                      | 合計時間:                                                                  | 56:59 |

| #   | タイトル                                                     | 作詞・作曲           | オリジナル・アーティスト                                                 | 時間 |
| --- | ------------------------------------------------------------ | -------------------- | ------------------------------------------------------------------------ | ---- |
| 11. | 「スパニッシュ・キャッスル・マジック」(Spanish Castle Magic) | ジミ・ヘンドリックス | ザ・ジミ・ヘンドリックス・エクスペリエンス/アクシス:ボールド・アズ・ラヴ | 3:07 |

| 全作曲: イングヴェイ・マルムスティーン。 |                                                          |       |                                |       |
| #                                        | タイトル                                                 | 作詞  | 作曲・編曲                     | 時間  |
| 1.                                       | 「マーリンズ・キャッスル」(Merlin's Castle)              |       | イングヴェイ・マルムスティーン | 10:56 |
| 2.                                       | 「ソフト・プレリュード ト短調」(Soft Prelude In G Minor) |       | イングヴェイ・マルムスティーン | 12:33 |
| 3.                                       | 「ハンテッド」(Hunted)                                   |       | イングヴェイ・マルムスティーン | 11:51 |
| 4.                                       | 「イーヴル」(Evil)                                       |       | イングヴェイ・マルムスティーン | 23:16 |
| 5.                                       | 「ヴードゥー」(Voodoo)                                   |       | イングヴェイ・マルムスティーン | 5:29  |
| 合計時間:                                | 合計時間:                                                | 64:05 |                                |       |

## 参加者
- イングヴェイ・マルムスティーン	 - ギター、ベース（2～10）、ヴォーカル（4）
- ジェフ・スコット・ソート	 - 	ヴォーカル（1、3、6）、エンジニア
- マーク・ボールズ	 - 	ヴォーカル（5、7、9、10）
- ジョー・リン・ターナー	 - 	ヴォーカル（2、8、11）
- デヴィッド・ローゼンタール	 - 	キーボード（1、3、10）
- マッツ・オラウソン	 - 	キーボード（2、6）
- イェンス・ヨハンソン	 - 	キーボード（5、8）
- アンダース・ヨハンソン	 - 	ドラムス、エンジニア
- マルセル・ヤコブ	 - 	ベース（1）
- クリス・タンガリーディス	 - 	エンジニア
- キース・ローズ	 - 	エンジニア

## ライブ・映像作品
Carry On Wayward Son
- ビデオ・クリップス

Pictures Of Home
- ライヴ!!

Gates of Babylon
- ライヴ!!

Spanish Castle Magic
- トライアル・バイ・ファイアー:ライヴ・イン・レニングラード